# Dioctria meyeri
Dioctria meyeri là một loài ruồi trong họ Asilidae. Dioctria meyeri được Nowicki miêu tả năm 1867.